# Крупянка (Забайкальский край)
Крупянка — село в Нерчинском районе Забайкальского края России. Входит в состав сельского поселения «Олинское».

## География
Село находится в северной части района, на правом берегу реки Нерчи, на расстоянии примерно 56 километров (по прямой) к северо-западу от города Нерчинска. Абсолютная высота — 540 метров над уровнем моря.
Климат
Климат характеризуется как резко континентальный, с продолжительной холодной зимой. Средняя температура самого тёплого месяца (июля) составляет 18 — 20 °С (абсолютный максимум — 38 °С). Средняя температура самого холодного месяца (января) — −28 — −30 °С (абсолютный минимум — −54 °С). Годовое количество осадков — 300—350 мм. Продолжительность безморозного периода составляет 100—110 дней.
Часовой пояс
Село Крупянка находится в часовой зоне МСК+6. Смещение применяемого времени относительно UTC составляет +9:00.

## История
Основано около 1770 года горнозаводскими крестьянами Рязанцевыми на месте тунгусского стойбища. С 1851 года селение стало относиться к Торгинской станице вновь образованного Забайкальского казачьего войска, а горнозаводские крестьяне переведены в казачье сословие. В 1856 году сюда переселились несколько казачьих семей братьев Шмакотиных, до 1851 года проживавших в с. Старый Олов и Максимовых из Ульдургинской деревни. В 1901 году была возведена небольшая деревянная православная церковь, при которой действовала церковно-приходская школа. Во время гражданской войны 1917—1922 годов много Крупянских казаков было убито в боях, и также несколько семей покинули пределы вновь образованного советского государства. В 1929 году, в ходе коллективизации, был организован колхоз «Нерча», а годом позднее — колхоз «Труженик». В 1931 году было раскулачено много хозяйств, три семьи при этом были высланы в спецпоселения ЗСК на Енисее. Следующей печальной вехой были репрессии 1937-38 годов. По приговорам дел, сфабрикованных органами НКВД, было расстреляно и выслано в лагеря ГУЛАГа несколько десятков достойных граждан.

## Улицы
Уличная сеть села состоит из одной улицы (ул. Советская).